# Cheylard d'Aujac
Le château d'Aujac ou Cheylard d'Aujac est un château médiéval situé sur la commune d’Aujac dans le Gard. Il est construit sur l'éperon d'un promontoire rocheux surplombant la départementale D51, qui traverse l’Ardèche et relie Saint-Ambroix (Gard) à Villefort (Lozère). C’est le point culminant de la Haute Vallée de la Cèze à 600 mètres d’altitude.

## Historique

### Avant le château

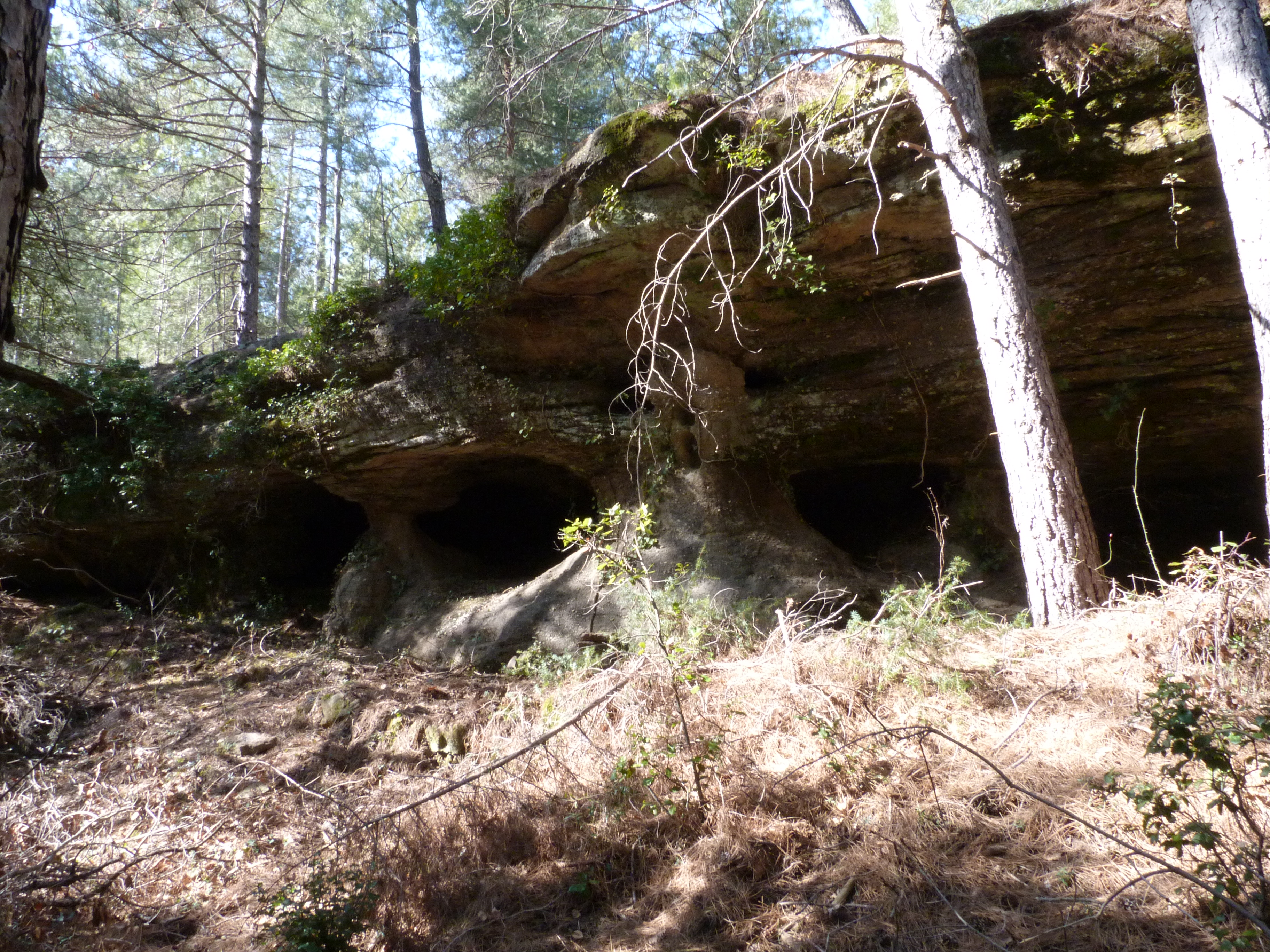
Abris sous roche à Aujac.

C’est un paléontologue, Eugène Dumortier, qui le premier s’intéressera au château d’Aujac dans son ouvrage Études paléontologiques sur les dépôts jurassiques du Bassin du Rhône, (1864-1874). Il mentionnera et décrira l’importance des gisements fossiles autour du château. Avant d’être château le site est un abri sous roches occupé par des hommes il y a 22 000 ans. De nombreuses traces lithiques témoignent de la présence humaine à l’époque du solutréen.
Le site deviendra oppidum gaulois à l’époque Volques Arécomiques. De multiples artefacts attestent d’une occupation gallo-romaine.

### Édification du château

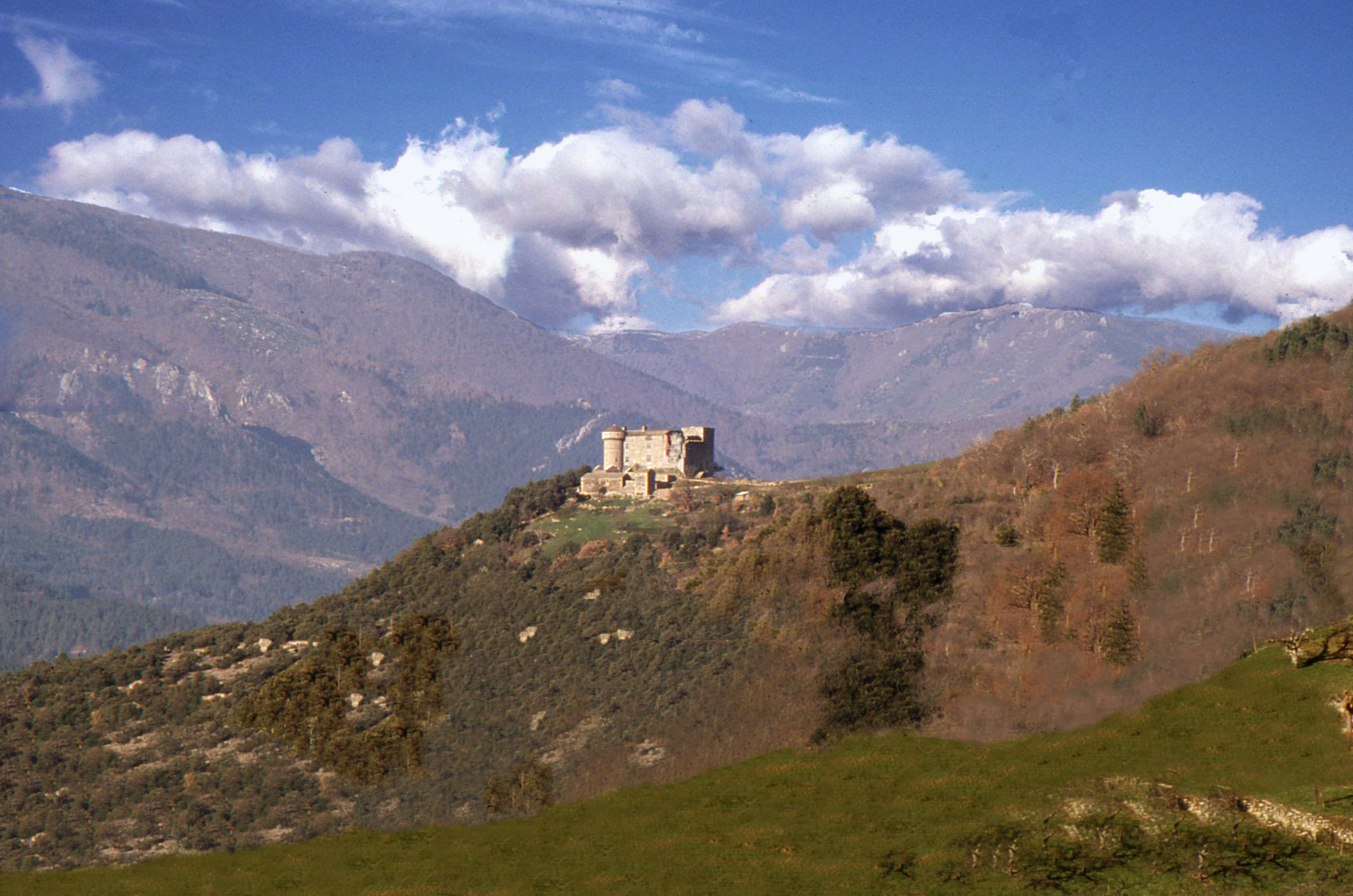
Sentinelle de trois Cévennes : Gard, Lozère et Ardèche.

Édifié à la charnière du XIIe au XIIIe siècle, par la volonté de l’évêque d’Uzès et de Bernard d’Anduze, le Cheylard d’Aujac est mentionné en 1211 bastida nova quae vocatur Caslar. Pariage du glaive et de la crosse, il contrôle l’un des axes des communications Nord-Sud au Moyen Âge, le « val Cizarencha ».
Victime collatérale de la croisade des Albigeois et de la pénétration royale dans le midi de la France, en 50 ans son destin bascule. Entre 1254 et 1308, l'Histoire lui enlève route et pouvoir. Au XIVe siècle, il est vendu à des seigneurs locaux, les Cubières.
À l’occasion des Guerres de religion, il retrouve une importance provisoire. En 1609, il est érigé en baronnie pour services rendus au roi de France. Racheté en 1794 par ses métayers, les Rigal, il est habité par la même famille jusqu’à aujourd’hui.

### Un ensemble castral: château et dépendances
Village annexe au château, le hameau privé du Cheylard restitue au monument sa dimension humaine. Chapelle, colombier, clède, ferme, fontaine, forment une basse-cour insérée au pied des remparts. Ces bâtiments, encore actuellement en usage, participent à la vie d’un site.

### Restaurations
Inscrit depuis 1949 à, l'inventaire des Monuments Historiques, le château d’Aujac a bénéficié de plusieurs campagnes de restauration de 1998 à 2003 pour sauvegarder son donjon résidentiel et son hameau castral du Cheylard.
Ces travaux ont été réalisés avec le concours de l’Europe, la Fondation du Patrimoine, la Région Languedoc-Roussillon, la Direction Régionale des Affaires Culturelles, le parc national des Cévennes, la Direction régionale de l’Environnement, le Conseil général du Gard, sous la maîtrise d’ouvrage de l’Arrca (Association de recherches et restaurations du Cheylard d’Aujac).

### Tourisme et recherche
Depuis vingt ans, le château d'Aujac est l'objet d’un programme de valorisation scientifique, culturelle, économique et touristique, animé conjointement par une association et ses propriétaires.
Géographiquement excentré, il a su préserver son identité et constitue un réservoir de découvertes pour les chercheurs de demain.

## Dans la culture populaire
- Michael Kohlhaas (film, 2013)